# بولينغ العشب
الباولز، والمعروفة أيضًا باسم بولينغ العشب أو بولينغ الحديقة، هي رياضة يهدف فيها اللاعبون إلى دحرجة كراتهم (المعروفة باسم bowls) لتقترب قدر الإمكان من كرة أصغر تُعرف باسم "الجاك" أو أحيانًا "الكيتي". وتكون الكرات المستخدمة في اللعبة مصممة بشكل غير متماثل (ذات انحياز) بحيث تتبع مسارًا منحنياً عند دحرجتها.
تُلعب هذه الرياضة إما بين فريقين أو بين لاعبين اثنين (مباراة فردية). ويُعتقد أن نشأة اللعبة تعود إلى القرن الثالث عشر. وغالبًا ما تُلعب على أرضية عشبية، رغم أنه يمكن استخدام أسطح أخرى في بعض الأحيان. وتنتهي المباراة إما بوصول أحد اللاعبين إلى عدد معين من النقاط، أو بعد لعب عدد محدد من الأشواط (التي تُعرف باسم ends).
تُقام معظم المباريات على ما يُعرف بـ "ساحة البولينغ"، والتي قد تختلف في شكلها حسب نوع الباولز الذي يُلعب. وعلى الرغم من أن اللعبة تُمارس في الغالب في الهواء الطلق، إلا أن هناك أيضًا منشآت داخلية مخصصة لها، ويمكن ممارستها على سجاد خاص قابل للفرد. أما في نيوزيلندا، فيمكن أن تُلعب أيضًا على سطح نباتي يُعرف باسم كوتولا.